# Tullia Carettoni Romagnoli
Pour les articles homonymes, voir Romagnoli.
Tullia Carettoni Romagnoli (née le 30 décembre 1918 à Vérone et morte le 24 novembre 2015 à Rome) est une femme politique italienne, indépendante de gauche.

## Biographie
Elle est sénatrice élue à Mantoue de 1963 à 1979, d'abord avec le Parti socialiste italien puis comme indépendante avec le Parti communiste italien. En juin 1979, elle est élue sur une liste du PCI (elle était déjà désignée au Parlement européen depuis 1971 par le Sénat). Elle milite pour le nouveau droit de la famille et les lois sur la condition féminine.